# ICT폴리텍대학
4차 산업혁명의 새로운 패러다임 선도 대학 과학기술정보통신부가 지원한 ICT폴리텍대학(ICT폴리텍大學, ICT Polytech Institute of Korea)은 대한민국 경기도 광주시에 위치한 ICT 분야 특성화 대학이다.
ICT 인프라 구축, 통신망 고도화, ICT 서비스에 필요한 전문기술인을 양성하는 세계 일류의 ICT 융합인재 육성 대학이다.
특성화대학
• 국내 유일의 정보통신공사 시공인력양성 전문교육기관
• 정보통신 산업현장과 연계한 현장실습, 주문 예약식 교육
• 양질의 정보통신설비 시공, 운용 전문인력을 체계적이고 안정적으로 양성·배출
정보통신 선도대학
• 산학 연계를 통해 정보통신산업 분야 지원
• 정보통신공사 시공기술 연구개발, 산·학 연계 정보화 교육
• 정보통신관련 산업계의 기술인력난 해소
세계 일류 ICT폴리텍대학
•  타 대학과 차별되는 소규모 정예교육 실시
• 글로벌 스탠더드 전문기술 인재양성
• 세계 ICT 전문기술 발전에 기여

## 연혁
1978년 11월 6일, 한국정보통신공사협회부설직업훈련원이 설립되었다. 1998년 1월 14일, 정보통신교육원으로 명칭을 변경한다. 2001년 3월 1일, 대한민국 교육인적자원부에 의하여 학점인정기관으로 지정되었다. 2002년 12월 10일, 한국정보통신공사협회가 설립한 학교법인 정보통신기능대학(현 ICT폴리텍대학)에 의하여 기능대학으로 개편되고 한국정보통신기능대학으로 명칭을 변경한다. 2014년 12월 10일, ICT폴리텍대학으로 교명을 변경하며 현재에 이르고 있다.
ICT폴리텍대학은 더 나은 미래, 그 이상을 향해 나아가고 있다. 정보통신기술의 고도화에 따라 정보통신산업의 성장에 요구되는 양질의 정보통신기반인력을 체계적으로 양성, 배출함으로써 21세기 국가 및 지식정보화사회 발전에 기여하고자 과학기술정보통신부의 정보통신 인력양성 정책에 따라 ICT폴리텍대학을 설립하였습니다

## 교육편제
ICT폴리텍대학은 기능대학으로써, 전문대학의 전문학사에 준하는 산업학사 과정의 다기능기술자과정의 학과를 편제하여 운영한다. 현재 5개 학과를 설치하고 있다.

## 장학제도
ICT폴리텍대학의 “미래인재장학금”은 계속된다. “입학생 2년간 등록금 100% 장학금 지급”
(단, 국가장학금 신청 필수, 직전학기 성적 3.0 이상)

## 같이 보기
- 한국정보통신공사협회